# Concha Montaner
Concepción Montaner Coll (La Eliana, Valencia, 14 de enero de 1981), más conocida como Concha Montaner, es una atleta española que compite en la modalidad de salto de longitud. Ha sido subcampeona de Europa en pista cubierta en 2007, campeona de los Juegos Mediterráneos en 2001, campeona del Mundo júnior en 2000, bronce en el Mundial en pista cubierta en 2006, siete veces campeona de España al aire libre y nueve en pista cubierta.
Ha participado en cuatro Juegos Olímpicos en salto de longitud: en los Juegos Olímpicos de Sídney 2000, en los de Pekín 2008, en los de Londres 2012, y en los de Río de Janeiro 2016.
Su mejor salto personal es 6,92 metros, logrado en julio de 2005 en Madrid. En el año 2012, también logra alzarse con el título de campeona de España de 100 metros lisos con un tiempo de 11.99 segundos.